# 洛伊希滕贝格
洛伊希滕贝格是德国巴伐利亚州的一个市镇。总面积32.37平方公里，总人口1255人，其中男性619人，女性636人（2011年12月31日），人口密度39人/平方公里。